# Abd-al-Aziz ibn Muhàmmad ibn Ibrahim as-Sinhají al-Fixtalí
Abd-al-Aziz ibn Muhàmmad ibn Ibrahim as-Sinhají al-Fixtalí (1549-1621/1622) fou un home de lletres marroquí.
Fou cap de la cancelleria (wazir al-qàlam al-ala) i historiador oficial (mutawal·lí tarikh ad-dawla) del soldà sadita Àhmad al-Mansur adh-Dhahabí. La seva obra fou recollida per al-Ifraní a Nushat al-hadi.